# Ойо (держава)

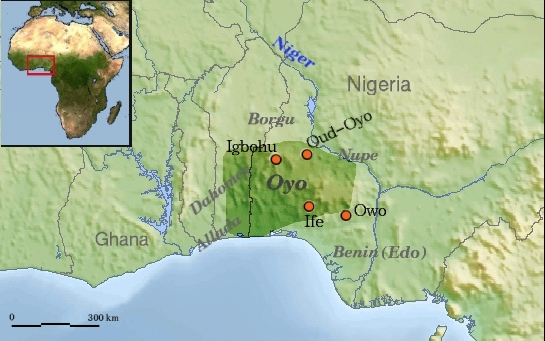
Територія держави Ойо

О́йо (англ. Oyo) — держава народу йоруба, що існувала в середні віки та новий час на території сучасної Нігерії. Столиця — міста Ойо-Іле (Ойо-Оро, в XIX ст. — Катунга) та Аго-д'Ойо (Ойо). Заснована в X ст. За легендою, творцями держави були вихідці із Іфе на чолі з Ораньяном.

## Історія

### Заснування
Легендарне заснування держави Ойо пов'язане з Ораньяном, останнім ооні (володарем) міста-держави Іфе. Згідно з усними переказами він погиркався зі своїм братом під час військового походу на північ. Тому Ораньян рушив до південного берегу річки Нігер, поки не дістався Бусси. Там місцевий вождь  подарував великого змія з магічним амулетом, прикріпленим до його горла. Вождь наказав Ораньяну слідувати за змією, поки вона не зупиниться і не зникне під землею. На цьому місці він заснував Ойо-Іле. Втім відомо, що перед тим Ораньяном було засновувано місто Іль-Ібіну. Це сталося за різними припущеннями між 1180 і 1290 роками. Втім на думку британського дослідника Р.Сміта внаслідок заколоту частина вояків захопила частину держави Іфе, а щоби набути законності приписали своє походження до іфської династії.
Після смерті Ораньяна держава розпалася на 2 частини: в Ойо став панувати син Аджака, а інший син Евека I заснував Бенінське царство. Посилення Ойо відбувалося протягом панування Аджаки та Шанґо, які активно воювали із сусідами. У цей час Ойо позбувався від залежності з боку міста-держави Ову та було підкорено народ тапа. До кінця XIV століття Ойо перетворився на потужну державу.
Олуасо сприяв внутрішньому зміцненню держави, розвитку господарства. Разом з тим все більш важливу роль став відігравати басорун (перший міністр). В подальшому Ойо вела боротьбу із Нупе, але десь у 1440-х роках зазнав поразки від правителя Цоеде. Офінран близько 1535 року зазнав поразки від Нупе, війська якого окупували Ойо, а Офінран знайшов притулок у державі Боргу.
Відродження держави почалося з Егугуойо, що заснував нову столицю Ойо-Ігбохо (Нове Ойо). За Оромпото проведено військову реформу, зміцнюється союз з Боргу. 1555 року було остаточно звільнено стара столиця Ойо-Іле. Успішно завершив війну проти Нупе Аджибойєде, який захопив частину ворожої держави. також йому підкорилася держава Ондо. Але спроба захопити Бенінське царство зазнало невдачі, але вдалося розширити володіння в горах Екіті. 
Близько 1610 року Абіпа повернув столицю до Ойо-Іле. Також вдалося розширити володіння на захід та південь, підкорено племена еве і аджа. Для кращого управління значними землями розпочато адміністративну реформу. Обалокун продовжив централізаторську політику й водночас поновив війну з Бенінським царством, що спричинило повстання залежних від Ойо держав Екіті, Ондо і Іданре. Зрештою війська Ойо зазнали поразки. Але вдалося встановити зверхність на йорубською державою Іджеша. Обалокун встановив дипломатичні та торгівельні контакти з португальцями, а згодом з французами. Крім того, він налагодив торгівлю з містами хауса.

### Розквіт
За панування Аджагбо з другої половини XVII ст. держава вела завойовницькі війни в південному напрямку, внаслідок чого було підкорено міста-держави Попо, Іле-Олопа та Ікереку-вере. Наслідком стало те, що уся центральна область розселення йоруба була підкорена Ойо. Держави Нупе і Боргу визнали зверхність Аджагбо. Також почався політичний тиск на держави Мала Ардра і Абомей. Було розширено работоргівлю з портгулаьцями і французами, до яких додалися голландці.
Канран продовжив розширення, підкоривши 1698 року Алладу, а невдовзі встановивши зверхність над Малою Ардою, чим спричинив зрештою конфлікт з Дагомеєю. Близько 1700 року було підкорено держави Егбадо та Анаго на півнчоі. Завершив адміністративні реформи, але його бажання встановити абсолютну владу наштовхнулося на повстання знаті, в якій Канран загинув на початку XVIII ст. після цього змінилося декілька володарів, що загинули у боротьбі зі знаттю та вищим військовим керівництвом. Наслідком стала напочатку 1720-х років глибока внутрішня криза, що суттєво послабила Ойо. 
Лише з 1724 року Оджігі почав відродження потуги. 1726 року почав війну з Дагомеєю, яка закінчились договором 1730 року, за яким Дагомея стала підданою частиною, а території на схід від кордону по озеру Нокуе, річкам Зу та Веме були безпосередньо поставлені під контроль Ойо. В подальшому підкорив усі землі на північ до річки Нігер, зокрема Боргу і Нупе. Також підкорив усіх північних йоруба. Активно розширював работоргівлю через підвладні порти. Для цього відновив зверхність над державою Іджебу на південному сході.
Ґберу продовжив розширення володінь, але загинув 1746 року у боротьбі зі знаттю. За договором 1748 року підвищились податки для Дагомеї, вона втратила контроль над работорговими портами на схід від міста Джакін. За наступник праивтелів боротьба зі знаттю та впливовими сановниками тривала.
В другій половині XVIII ст. за Агболуадже держава досягла найвищої могутності, під владою Ойо знаходились всі йорубські держави на захід від Іджебу та середньої течії річки Осун. На півночі кордонами були річки Нігер та Моши. На заході та півдні Дагомея та більшість міст-держав узбережжя від кордону Дагомеї до Лагосу входили до складу Ойо як васали. Нупе та Боргу (Баріба) також платили данину. 1764 року було завдано поразки державі Ашанті. Разом з тим з 1750 року фактичної влади набуває басорун (перший міністр) Ґаа. Останнього було переможено лише у 1770-х роках Абіодуном, що відновив авторитет монарха. Було здійснено похід на північ Дагомеї, де підкорено народ махі. 

### Занепад
За Аволе Ароганган почалося ослаблення держави внаслідок повстань Нупе і Боргу. Також ситуацію погіршило рішення Французької республіки 1794 року скасувати рабство, внаслідок чого французькі судна стали полювати на інші судна, що перевозили рабів. За наступникого володарря Адебо століття припинила виплату данини Дагомея. Також в Ілоріні було створено державу з йоруба-мусулмьан. 1796 року почалоися повстання в провінціях, що супроводжувалося також боротьбою за трон.
Дещо стабілізував владу Маджоту, але повстання залежних або підвладних земель тривали. У 1810-х роках Нупе та Боргу остаточно здобули незалежність від Ойо. Слідом за тим почався розпад і центральних областей. Протягом 1821—1826 року довелося придушувати повстання в Ову. 1823 року після запеклої боротьби здобула незалежність Дагомея.
Дві головних посади в державі (головнокомандуючого та голови державної ради) Атіба віддав могутнім військовим вождям — правителям міст-держав Іджає та Ібадан. Ці держави отримали статус провінцій. До 1832 року розмір держави скористився до власних земель Ойо навколо столиці. Ситуацію погрішило рішення Великої Британії 1833 року боротися з работоргівлею. Внаслідок цього почалися рейди проти суден, що перевозили рабів. Ойо поступово втрачав роль головної політичної сили на користь Ібадану. 
Блиько 1836 року війська халіфату Сокото, який перед тим захопив Ілорін, захопили та пограбували столицю. При алафіні Атібе 1838 року за 130 км південніше старої столиці була створена нова — Ойо (Новий Ойо), що об'єднала навколо себе південні райони колишньої імперії. 1857 року під тиском Великої Британії мусив заборонити работоргівлю. У 1860 року між Ібаданом і Іджає відбулася війна, в якій перемгі перший, встановивши фактично гегемонію в державі Ойо. Але вже 1877 року між ними почалася нова війна.
У 80-х роках XIX столітті від Ойо відпала Егба, його південно-західна околиця. Падіння Ойо, що викликало рух населення, прискорило процеси змішування та інтеграції різних підгруп йоруба, призвело до заселення нових районів. В 1893 році держава втратила незалежність, підписавши договір про британський протекторат. 1896 року усі землі увійшли до складу протекторату Нігерійський берег.

## Територія
В часи найбільшого (1680—1794 роки) піднесення Ойо охоплювала 150 тис. км². Охоплювала кордони від Бенінського царства на сході до Дагомеї (була васалом Ойо) на заході уздовж узбережжя Гвінейської затоки. На півночі фактичними кордонами імперії були кордони васальних держав Нупе і Боргу. 

## Населення
Основною був народ йоруба. У власне землях Ойо розмовляли на діалекті ойо мови йоруба, у васальних державах йоруба розмовляли на південних та південнозахідних діалектах. У XVIII ст. утворилася група йоруба-мусульман, яких називали солагберу. Наступними за впливом були ібаріба, а до цієї багатоетнічної нації приєдналися елементи нупе, сонгай та моссі. 

## Устрій

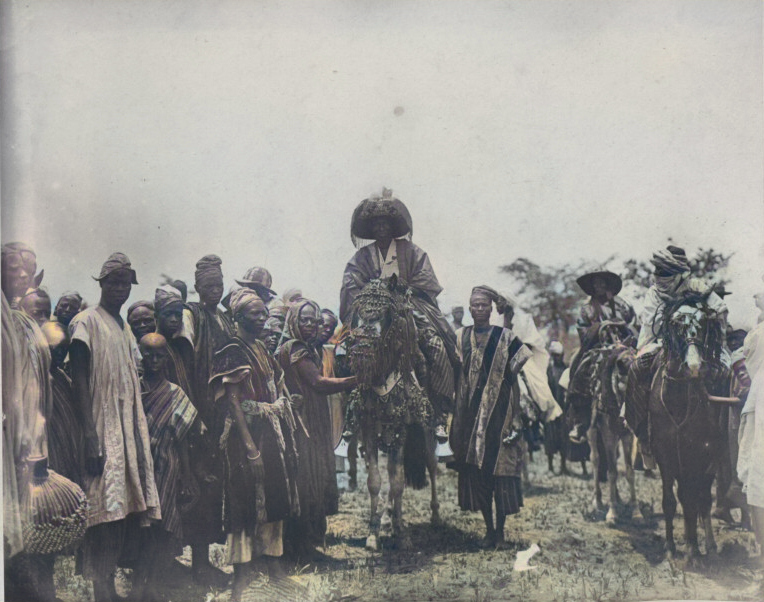
Алаафін Лавані Агогоджа. 1910 рік

На чолі стояв алаафін, якому належала вища політична, військова та судова влада. З 1416 року стала проводитися урочиста церемонія сходження на трон (пупупу). Алаафін мав надавати своїм підлеглим почесті та подарунки. Натомість усі нижчі оба (правителі) повинні були віддати шану алаафіну та поновлювати свою вірність на щорічних церемоніях, найважливішою з яких було свято Бере. Також мав титул екеджі оріса (заступник богів). Алаафін зазвичай утримувався від виходу з палацу, за винятком важливих свят, що на практиці обмежувало його владу. 
Його влада обмежувалася знаттю та сановниками. Алаафіна могли змусити покінчити життя самогубством, якщо він чимось не влаштовував. Це робилося шляхом відправлення басоруна (першого міністра), щоб той підніс йому порожню горлянку, або тарілку з яйцями папуги та виніс вирок про відкидання, відомий як Авон Еніян Ку (тобто люди відкидають тебе, світ відкидає тебе, і боги також відкидають тебе). Згідно з традицією, від алаафіна очікувалося, що він після цього вчинить ритуальне самогубство. Церемонія самогубства відбувалася під час фестивалю Орун.
Алаафін в управління спирався на басоруна (першого міністра), якого призначали з знатних родин народу ібаріба. Він очолював ойо-месі (вищу раду, раду старійшин), був найближчим радником алаафіна та виконавцем його доручень. У XVI—XVII ст. басорун часто керував військовими кампаніями. Також організовував багато релігійних свят, що давало йому паралельну з алаафіном релігійну владу. Перед визначенням нового алафіна він радився з оракулом Іфе й фактично мав останнє слово перед оголошення нового алаафіна. У середині XVIII ст. посада басоруна набула ключового значення в державі, переважаючи політичну вагу алаафіна.
В ранній період старший син алаафіна зазвичай успадковував трон після свого батька, він ще за життя останнього отримував титул аремо (спадкоємця трону). Через часті змови аремо проти алаафіна стало традицією, коли аремо змушували вчиняти ритуальне самогубство після смерті батька. Незалежно від спадкоємності аремо був досить впливовим сам по собі.
У цивільних справах радником алаафіна був одіайє, що мав значні повноваження. Помічниками алаафіна у релігійних та цивільних справах були іларі, який також називали півголови через звичай голити половину голови та наносити на неї те, що вважалося магічною речовиною. Молодші члени іларі виконували чорну роботу, тоді як старші діяли як охоронці або іноді посланці в потойбічний світ через жертвопринесення. Їхні титули були пов'язані з алаафіном, такі як оба лоолу («король верховний») або мадарікан («не протистояти йому»). Вони носили червоні та зелені віяла як підтвердження свого статусу. Також виконували обов'язки шпигунів у залежних державах та податківців у портових містах. Іларі були виключно євнухами.
Контроль над владою алаафіна здійнювали 2 великі ради — ойо месі (з державних питань) і огбоні (з релігійних питань). В свою чергу алаафіни часто намагалися підпорядкувати чи обмежити владу цих рад. Ойо месі складався з 7 членів, що водночас були головними радниками алаафіна і представляли провінції Агбаакін, Саму, Алапіні, Лагуна, Акініку та Ашіпа. На чолі їх стояв басорун (був сьомим членом ойо месі). Ойо месі мало право законодавчої ініціативи, алаафін повинен був радитися з ними щоразу, коли виникало якесь важливе питання, що стосувалося держави. Також у постійних членів цієї ради були заступники, які брали участь у засіданні при неможливості основного члена ойо месі долучитися до наради. При цьому алаафін мав свого представника в ойо месі — асаму.
Владу ойо месі урівноважувала рада огбоні, яка хоча займалася релігійними питаннями, але, оскільки складалася з старійшин-аристократів, мала чималий вплив у державі. На чолі огбоні стояв олуво, що мав безумовне право прямого доступу до алаафіна з будь-якого питання. У всіх провінціях та залежних державах існували представництва огбоні. Окрім своїх обов'язків щодо поклоніння землі, вони відповідали за розгляд будь-яких справ, пов'язаних з пролиттям крові.

### Адміністративний поділ

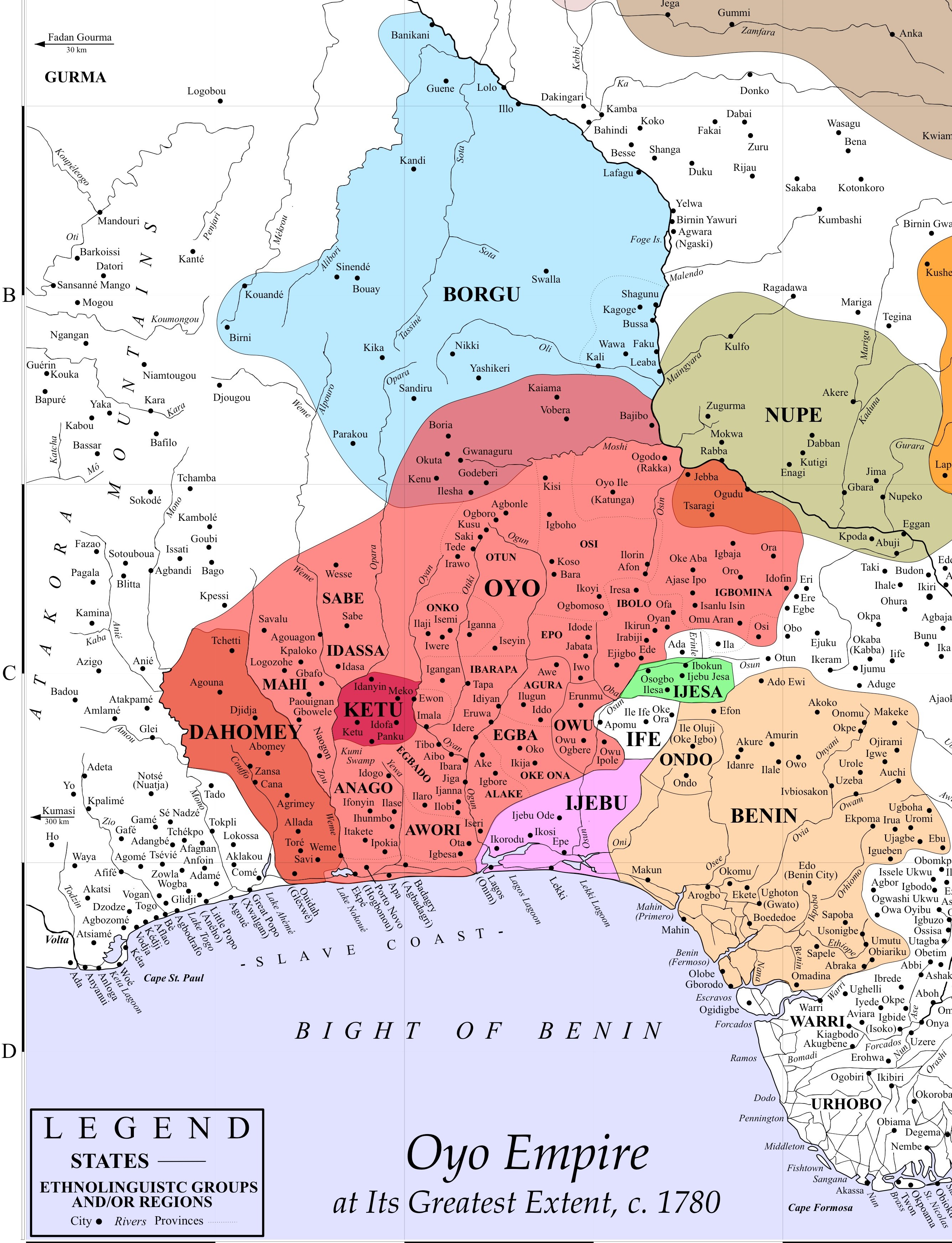
Володіння Ойо разом з залежними державами (Боргу, Нупе, Ондо, Іджеса, Іфе, Іджебу, Дагомея)

Тривалий час столицею було місто Оба-Іле. Двома найважливішими його спорудами були «афін» (палац володаря), та ринок Оджа-Оба. Палац знаходився в центрі міста, недалеко від ринку. Навколо столиці була величезна земляна стіна для оборони з 17 брамами. Держава була поділена на провінції. Центри провінцій мали своїх спадкових правителів (вождів) або аджеле (також відомі як асоджу-оба «очі правителя») — намісників із числа царських рабів. Міста знаходились під контролем центральної влади та були пов'язані зі столицею відносинами підданства.
Існувало чотири рівні, визначені залежно від зв'язку з ядром імперії. Ці рівні включали власне Ойо, південний землі йоруба, коридор Егба та Аджа. Ойо був розділений на шість провінцій, три з яких знаходилися на західному березі річки Огун, а три — на східному. 
На південь від Ойо розташовувалися залежні держави йоруба, на чолі яких стояли оба. Їх в свою чергу затверджував правитель Ойо. Регіоном Егба, на південний захід, керували аджеле. регіоном Аджа керували місцеві вожді, що щорічно сплачували визначений розмір данини.

## Суспільство
В основі соціальної структури була общинна організація. Більшу частину населення становили вільні общинники, які володіли основними засобами виробництва. Земля та титули наслідувались в рамках патриліній. В умовах міцних родових зв'язків проходило відмежування керуючого прошарку. Широке поширення мало домашнє рабство та кабала. Рабами ставали військовополонені та злодії. Поряд з родовою знаттю в державний апарат входила і вузький прошарок привілейованих рабів. На чолі держави стояв цар, що мав титул алаафін. Його влада була обмежена радою родової знаті.
Для розрізнення соціального статусу важливу роль відігравав одяг. Для алаафіна, членів його родини, знаті призначався окремий одяг особливого пофарбування та високої якості (асо-оке). Коралі, намиста, браслети та інші прикраси часто використовуються як доповнення до асо-оке. Інші представники суспільства мали повсякденний одяг і одяг, що одягали на свята, які були менш якісні та яскраві.

## Економіка
Основу становили землеробство, ремісництво та торгівля, особливо посередницька. ОПереважало мотичне землеробство. Основні вирощувані культури — камей, кола, кассава, ямс, просо, кукуруджа, бавовник тощо. Скотарство представлено розведенням овець і кіз. Значну роль відігравало мисливство на слонів, леопардів, антилоп.
Ойо було відома висококваліфікованими ремеслами та обробкою заліза. Були дуже розвинуті ремесла: ткацтво, гончарство, плетіння, і особливо різьбярство по дереву і ковальство. З дерева майстри йоруба виготовляли різноманітне домашнє начиння і посуд, маски, фігурки оріш (божеств) тощо. Багато виробів йоруба з дерева, кераміки і заліза є справжніми витворами мистецтва.
Було центром транссахарської торгівлі. Обмін здійснювався сіллю, шкірою, кіньми, горіхами кола, слоновою кісткою, тканинами та рабами. Работоргівля з європейськими торгівцями протягом XVII—XVIII ст. приносили чималий зист Ойо. Каурі часто замінювати валюту. Зовнішня та внутрішня торгівля здійснювала на ринках у містах (оджа-оба). Ринки очолювали іялоджа, що захищав інтереси торгівців перед намісниками, вождями і правителями.
Мита, які збиралися з цього краму, наповнювали скарбницю. Окрім податків на торговельні товари, що ввозилися в імперію та вивозилися з неї, Ойо також розбагатів за рахунок податків, що стягувалися з його данників. Податки лише на Дагомею приносили суму, оцінену в 14 мільйонів доларів США на рік. Також існувало есусу на кшталт ротаційної ощадно-кредитної асоціації.

## Військо
Складалося з професійних підрозділів власне Ойо та нерегулярних загонів залежних держав й племен. Професійне військо поділялося на кінноту, піхоту, лучників. Також існувала глибоко вкорінена військова культура, де перемога була обов'язковою, а поразка - приводом для самогубства. Така політика «переможи або помри» сприяла військовій агресивності командувачів.
Ойо мала власне, не схоже з сусідями, керамічне виробництво. Керамічне покриття у Ойо-Іле датується XIII-XIV ст..
Ойо мала змогу купувати коней з півночі та утримувати їх у столичному регіоні через часткову відсутність мухи цеце та наявність саван.Згодом стали розводити власні породи коней. З кінця XVI і протягом XVII ст. кіннота (баріба) переважала у війську. Це мало свої недоліки. Ойо не могла утримувати свою кавалерійську армію на півдні, але могла здійснювати набіги за бажанням. У період війн з Дагомеєю було виставлено 100 тис. вершників. Кавалерія поділялася на важку та легку. Важка кавалерія на більших конях (завезених з півночі) була озброєна луком та стрілами, вояки мали кольчуги. Легка кавалерія на менших (місцевих) поні була озброєна палицями.
Успіхам кінноти також сприяв якісних її командний склад (есо ікойї), що спочатку формувався з 70 молодших вождів і був гвардією алаафіна. Вона створювалася спільно ойо месі та алаафіном. З часом вони набували статус професійних спадкових офіцерів, стали своєрідних генеральним штабом війська. 
Уся піхота в носила щити, мечі та списи. Щити були 1,2 м заввишки та 60 см завширшки та виготовлялися зі шкіри слона або вола. Важкий меч  завдовжки 0,91 м був основним озброєнням для ближнього бою. Використовувалися потрійні списи з колючками, які можна було точно кидати з відстані приблизно 30 кроків.
Жителі Ойо мали репутацію найкращих 'лучників'. Починаючи з раннього віку, хлопчики тренувалися і швидко ставали майстрами стрільби з лука. Удосконалення навичок було культурно включено у вигляді ігор, де окремі особи брали на себе завдання пускати стріли в невеликий отвір з відстані понад 90 м.
На чолі польової армії стояв ааре-она-каканфо (на кшталт фельдмаршала), що опікувався захистом кордонів та часто очолював загарбницькі походи. Втім 6 столичними провінціями Ойо керував басорун, якому підпорядковувалися окремі підрозділи онікої (кінна гвардія) та окере (піхотна гвардія) для східного та західного берегів річки Огун відповідно. Басорун спирався на молодших командувачів (балогун), яких призначади з Ібадану.
Баале (вожді) держав-данників та аджеле провінцій відповідали за надання військ під керівництвом місцевого командувача імператорській армії у надзвичайних ситуаціях. Іноді вождям наказували атакувати сусідів навіть без підтримки основної армії. Ці сили часто використовувалися у віддалених кампаніях Ойо на узбережжі або проти інших держав.

## Вірування
Представлено цілим пантеоном богів (оріша). Крім загальних богів повсюдно поширені місцеві і навіть кланові божества. Для відправлення культів наймогутніших оріша споруджувалися храми та існує інститут жерців. Жерці і знахарі відігравали у сільській місцевості значну роль у суспільстві.

## Культура
Найбільшого піднесення досягло виготовлення вишуканих різнокольорових тканин, керамічних виробів, прикрас та формування власного архітектурного та скульптурного стилів. 

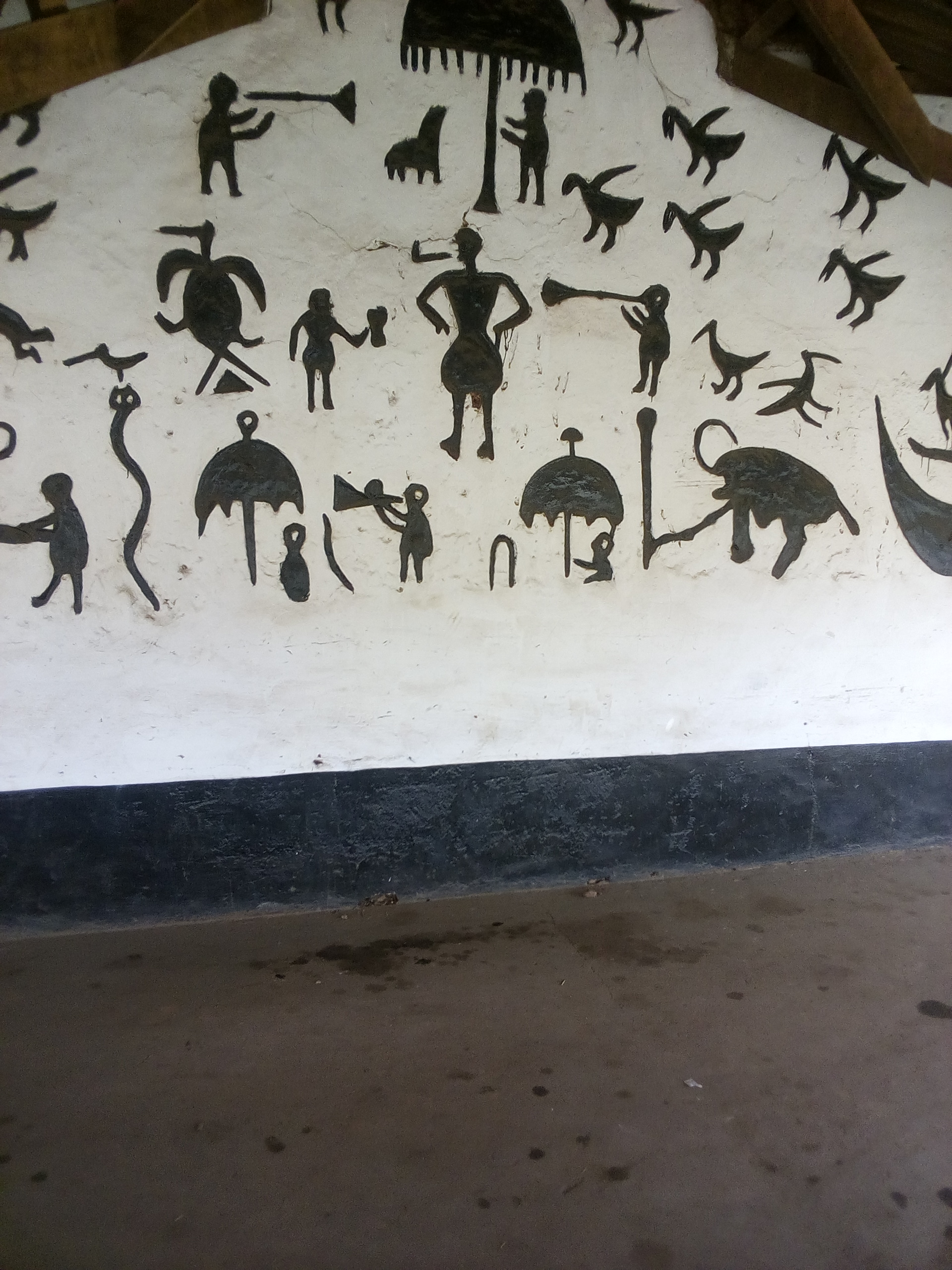
Зовнішній вхід до палацу алаафінів зі стародавнім художнім дизайном

Палаци алаафіна, вищої знаті в Ойо-Іле демонстрували самобутній архітектурний стиль, підкреслений складними скульптурами, що символізували статус мешканців. Скульптори прикрашали будинки та садиби витончено різьбленими дерев'яними стовпами та барельєфними дверима, часто зображуючи розповіді про значні події, стверджуючи владу та увічнюючи помешкання мешканців. 
Найскладніші та найвишуканіші архітектурні витвори мистецтва було представлено храмами, присвячених божествам. Винятковим прикладом є храм Санго. Споруда, ідеально квадратна та приблизно 18 м з кожного боку, мала поліровані, темно-червоні підлоги та стіни. У провінціях були встановлені копії архітектурного мистецтва, присвяченого Санго. Наприклад, храм в Іларо описувався як велика квадратна будівля, що підтримувалася круглими колонами, на тлі яких були встановлені скульптури чоловіків, деякі озброєні мечами та щитами, а інші тримали пістолети. Європейці  відзначили надзвичайну майстерність ремісників, заявивши, що деякі з їхніх скульптурних творінь за витонченістю не поступалися тим, що було у Європі.

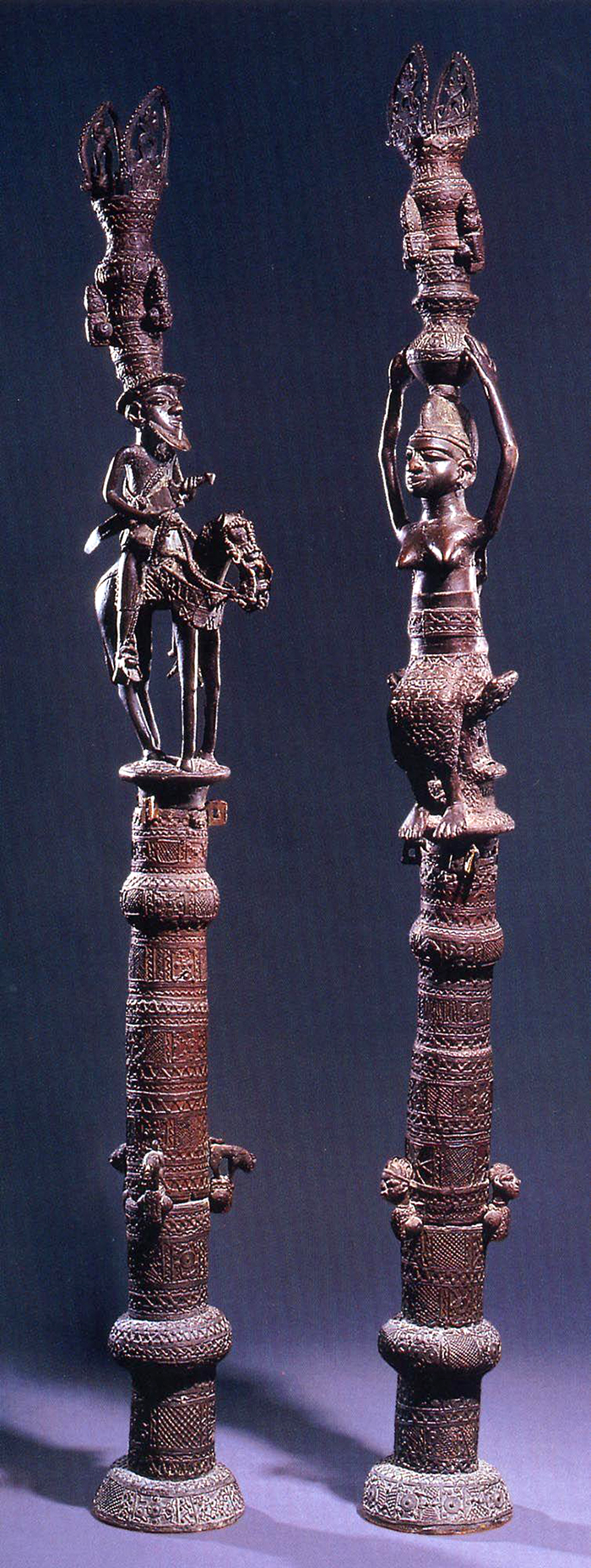
Стовпи палацу алаафіна

Яскравим виявом власного аріхтектурного стилю був палац алаафіна, що перебудовано між 1750 і 1780 роками. Опорні стовпи палацу алаафіна були виготовлені з латуні та мали висоту близько 2 м. Дах Старого палацу Ойо в період його розквіту тримався приблизно на 100 латунних стовпах у довгому коридорі. Втім його було знищено 1836 року під час захоплення столиці військами халіфату Сокото. Двері також були майстерно відлиті та виготовлені з ойо. Великі залізні двері, награбовані з Ойо, зберігалися та передавалися від емірів.
Скульптура держави Ойо, зокрема, представлена кінною бронзовою скульптурою Ораньяна, засновника держави. Ця скульптура зображує вершника, що керує конем без вудил, що було характерним для регіону в минулому. До мистецтва Ойо належали дерев'яні скульптури, зокрема зображення голів вершників.